# François de Busleyden
Pour les articles homonymes, voir Busleyden.
François de Busleyden, né vers 1455 à Arlon et mort le 23 août 1502 à Tolède, est un ecclésiastique et homme d'État luxembourgeois et, donc, à l'époque, originaire des Pays-Bas bourguignons. Son nom renvoie à la localité de Boulaide (Bauschleiden, en all.) située dans l'actuel grand-duché de Luxembourg. François de Busleyden fut le précepteur, de 1485 à 1495, puis le conseiller le plus influent de Philippe le Beau.

## Biographie

### Sa formation
Il a fréquenté diverses universités, dont celles de Cologne, de Paris et de Louvain. Il est entré comme secrétaire au service de l’évêque de Cambrai, Henri de Bergues. Il est curé de l'église Saint-Martin à Arlon. Il est reçu, à Louvain, comme chanoine de la cathédrale Saint-Lambert à Liège, le 26 juin 1483. Il y est élu comme prévôt le 22 août 1485. Le 10 juin 1487, il est le procurateur de Nicolas Le Ruistre, originaire du Luxembourg et futur évêque d'Arras de 1501 à 1509, qui est nommé prévôt de Saint-Pierre à Louvain, titre auquel est attachée la dignité de chancelier de l'université.

### L'homme d'Église
Le 1er décembre 1488 : prébende de chanoine forain à la collégiale Sainte-Waudru de Mons conférée à François de Busleyden, docteur en droit et prévôt de Saint-Lambert de Liège, prébende vacante par permutation avec Gilles de la Place (reçu par procuration au chapitre le 21 juin 1476). François de Busleyden est reçu au chapitre le 10 décembre 1488. Le 20 juin 1490, il est élu chanoine à Saint-Pierre à Anderlecht. Il est élu prévôt de la cathédrale Saint-Donatien de Bruges le 23 décembre 1490. Il fut aussi archidiacre à Sainte-Gudule à Bruxelles en 1492 où il est élu par l’ensemble des chanoines trésorier en 1497. François de Busleiden est nommé doyen de Notre-Dame d'Anvers le 3 octobre 1498.
Busleyden est élu le 12 octobre 1498 archevêque de Besançon par le Chapitre Métropolitain par recommandations de Philippe le Beau et Maximilien de Habsbourg. En 1502, le pape Alexandre VI le nomme secrètement cardinal et allait lui conférer le droit de succession au siège de Cambrai. François de Busleyden mourut toutefois avant d'avoir reçu la barrette de cardinal. Il fut aussi chanoine de Cambrai et de Saint-Siméon à Trèves.
Créé cardinal in pectore en 1502 par le pape Alexandre VI, cette nomination ne fut jamais publiée.

### Diplomate du duc de Bourgogne
Voila pour ce qui est de l’homme d’Église, mais il fut aussi un grand homme d’État. Il est choisi par Maximilien de Habsbourg mais surtout par Marguerite d'York, veuve du duc de Bourgogne Charles le Téméraire, comme précepteur du jeune Philippe le Beau, fonction qu'il remplit de 1485 à 1495. Il est conseiller de 1495 à 1502, maître des requêtes de l'hôtel en 1495, chef des finances à la suite de Philippe de Bourgogne-Beveren en 1497, premier maître des requêtes en 1498, de 1498 à 1499. Il participe activement au gouvernement en l'absence de Philippe le Beau, conseiller domestique en 1500 et enfin chef du conseil aulique en juillet 1502 à la suite du renvoi de Henri de Bergues durant le voyage en Espagne. Il remplit de nombreuses missions diplomatiques tant pour Maximilien d’Autriche que pour Philippe le Beau.
François de Busleyden est l'un des représentants de Maximilien d'Autriche au traité de Senlis du 23 mai 1493. Il a participé au traité commercial, Intercursus Magnus, de février 1496 entre la Flandre et l'Angleterre. Il est le principal ambassadeur avec Guillaume de Croÿ, Nicolas de Rutter et Pierre Lesseman du contrat de mariage entre Charles de Luxembourg, le futur Charles Quint, et la princesse Claude de France, fille de Louis XII et de Anne de Bretagne. Ce contrat est signé à Lyon, le 10 août 1501.

### Le bienfaiteur
Busleyden avait fait un don important, en 1499, pour la construction de la cellule du prieur (†) de la chartreuse de Louvain. Il fit aussi une donation pour la construction de la cellule (O) à la chartreuse de Scheut à Anderlecht à la même époque. Il est également mentionné comme bienfaiteur des chartreuses d’Anvers et d’Hérinnes.
Au Museum voor de Religieuze Kunst (musée d'art religieux) à Uden, se trouve un calice aux armes de François de Busleyden offert par ce dernier à Willem van Enckenvoirt en 1502.
Nous le retrouvons loué par Érasme dans son panégyrique destiné à Philippe le Beau de 1506.
Son frère, Jérôme de Busleyden, est le fondateur du Collegium Trilingue de l'Université de Louvain.